# نزیهه آراز
فاتما نزیهه آراز(به ترکی استانبولی: Fatma Nezihe Araz) (زاده ۱۱ مه ۱۹۲۰ - مرگ ۲۵ ژوئیه ۲۰۰۹) نویسنده و روزنامه‌نگار ترک بود. او علاوه بر رمان معروفش به نام قدیسان آناتولی، چندین نمایشنامه و فیلمنامه برای تلویزیون و تئاتر نوشته و همچنین سه کتاب دربارهٔ آتاتورک دارد.

## اوایل زندگی
آراز در ۱۱ مه ۱۹۲۰ در قونیه متولد شد. پدرش عضو مجلس ترکیه از حزب جمهوری‌خواه ترکیه بود. او از دبیرستان دخترانه آنکارا در سال ۱۹۴۱ و در رشتهٔ روانشناسی و فلسفه از دانشگاه آنکارا فارغ‌التحصیل شد.
در دوران دانشگاه، او به شدت تحت تأثیر دو معلم خود، مظفر شریف باشوغلو و بهیچه بوران قرار گرفت و بعدها به حزب کمونیست ترکیه پیوست.